# NGC 5643
NGC 5643 (również PGC 51969) – galaktyka spiralna z poprzeczką (SBc), znajdująca się w gwiazdozbiorze Wilka. Odkrył ją John Herschel 1 czerwca 1834 roku, być może wcześniej obserwował ją James Dunlop 10 maja 1826 roku. Należy do galaktyk Seyferta.
W galaktyce tej zaobserwowano supernową SN 2013aa.